# Sympany
Sympany (bis 2007 Öffentliche Krankenkasse Basel) mit Sitz in Basel ist eine auf die Krankenversicherung spezialisierte Schweizer Versicherungsgesellschaft. Kerngeschäft bildet die Grundversicherung nach dem Krankenversicherungsgesetz sowie Zusatzversicherungen. Weiter bietet Sympany auch Versicherungen für Gebäude, Hausrat, Motorfahrzeuge und Privathaftpflicht sowie Lebensversicherungen an.

## Tätigkeitsgebiet
Die Unternehmensgruppe unter dem Dach der Stiftung Sympany umfasst die Sympany Holding AG und deren Tochtergesellschaften Vivao Sympany AG, Sympany Versicherungen AG und Sympany Services AG:
- Vivao Sympany AG erbringt Leistungen gemäss der Obligatorischen Krankenpflegeversicherung und bietet Taggeldversicherungen nach dem Krankenversicherungsgesetz (KVG) an.
- Sympany Versicherungen AG bietet Versicherungen gemäss dem Versicherungsvertragsgesetz sowie dem Unfallversicherungsgesetz (UVG) für Privatpersonen und Unternehmenskunden an (z. B. Spital- und Zahnzusatzversicherungen, Risikoversicherungen Unfall/Krankheit, Lohnausfallversicherungen und weitere).
- Sympany Services AG erbringt Dienstleistungen für alle anderen Sympany Gesellschaften.

Sympany schloss das Geschäftsjahr 2024 mit einem Gewinn von CHF 22,5 Mio. ab. In der Grundversicherung fiel das versicherungstechnische Ergebnis annähernd kostendeckend aus, während die Ertragslage in der Zusatzversicherung stabil positiv blieb. Die Kapitalanlagen leisteten einen wesentlichen Beitrag zum guten Ergebnis.
Das Eigenkapital stieg auf CHF 395 Mio., und die Solvenzquote liegt erneut deutlich über dem gesetzlichen Minimum. Damit ist Sympany sehr gut aufgestellt, um allfällige künftige Kostenschwankungen oder Schwankungen in den Kapitalanlagen aufzufangen. Das Gesamtprämienvolumen betrug 2024 CHF 1'255 Mio. Das Unternehmen betreut mit 573 Mitarbeitenden 326’100 Privatkunden, davon 276’200 Grundversicherte nach KVG.

## Geschichte
Das Unternehmen wurde 1914 als Öffentliche Krankenkasse Basel (ÖKK) als erste öffentliche kantonale Krankenkasse der Schweiz gegründet. 1934 schlossen sich die im Verlaufe der Jahre entstandenen öffentlichen Krankenkassen in einem losen Verbund zusammen. Eine engere Kooperation der sechs im Verbund vereinten regionalen Gesellschaften mit einem gemeinsamen Marktauftritt unter der Marke ÖKK fand indes erst ab 1989 statt.
Durch verschiedene Fusionen dieser regionalen Gesellschaften blieben 2003 noch zwei grosse ÖKK-Versicherungen übrig, die ÖKK Basel und die ÖKK in Landquart. Die beiden Krankenkassen traten unter der gemeinsamen Marke ÖKK auf und arbeiteten in verschiedenen Bereichen zusammen, waren aber ansonsten rechtlich und wirtschaftlich voneinander unabhängig.
Auf Ende 2007 wurde die Markenkooperation zwischen den beiden Unternehmen aufgelöst. Mit dem eigenständigen Markenauftritt verbunden war die Umbenennung der ÖKK Basel und ihrer 2005 gegründeten Tochtergesellschaft Stiftung ÖKK Schweiz in Sympany. Gleichzeitig schloss sich die Krankenkasse 57 als ehemalige Krankenkasse der Gewerkschaft SMUV dem umbenannten Unternehmen an, 2009 die Krankenkasse Xundheit (die ehemalige ÖKK Luzern) und 2016 die Kolping Krankenkasse AG.

## Stiftung Sympany
Sympany engagiert sich über die Stiftung Sympany für ein finanziell tragbares Gesundheitswesen und einen kostengünstigen Versicherungsschutz. Die Stiftung unterstützt ausgewählte Projekte, die Verbesserungen im Gesundheitswesen anstreben.